# Night Train (canção de Jimmy Forrest)
"Night Train" é um blues de doze compassos instrumental escrita e gravada primeiramente por Jimmy Forrest em 1951.

## Origens de desenvolvimento
"Night Train" tem uma longa e complicada história. O riff de abertura foi primeiramente gravado em 1940 por um pequeno grupo liderado pelo braço direito de Duke Ellington, Johnny Hodges sob o título de "That's the Blues, Old Man". Ellington usou o mesmo riff como tema de abertura e encerramento de "Happy-Go-Lucky Local", sendo esta canção uma das quatro partes de sua Deep South Suite de 1947. Forrest era integrante da banda de  Ellington quando apresentavam esta composição, que continha um longo solo de saxofone tenor no meio da faixa. Após deixar a banda de Ellington, Forrest gravou "Night Train" pela  United Records e obteve um grande sucesso. Forrest inseriu seu próprio solo que não estava presente na composição de Ellington. Colocou sua própria marca na faixa, mas sua relação com a primeira composição é óbvia.
Assim como o solo de Illinois Jacquet em "Flying Home", o solo original de saxofone de Forrest em "Night Train" se tornou uma autêntica parte da composição e é usualmente recriada em versões covers de outros intérpretes.
A Broadcast Music Incorporated (BMI) credita a composição a Jimmy Forrest e Oscar Washington.

## Letra
Diversas letras diferentes acompanharam a canção "Night Train". A primeira, escrita em 1952, é creditada a Lewis P. Simpkins, o co-proprietário da  United Records e o guitarrista Oscar Washington. A letra é um típico lamento em forma de blues de um homem que se arrepende de ter tratado mal sua mulher agora que ela o abandonou. Douglas Wolk, que descreve a letra original como "bem horrível", sugere que Simpkins co-escreveu (ou Washington a escreveu) apenas para ganhar crédito na lista de compositores; isto o faria ter parte substancial dos royalties, embora a canção fosse muito mais vezes apresentada apenas instrumental do que com letras.
Eddie Jefferson gravou uma versão de "Night Train" com uma letra mais otimista sobre uma mulher retornando ao seu homem em um trem noturno.

## Versão de James Brown
James Brown regravou "Night Train" com sua banda em 1961. Sua performance recolocou a letra original da canção com uma lista de cidades da Costa Leste americana como em um itinerário (estas cidades tinham estações de rádio negras que poderiam tocar sua música) citando o nome da canção muitas vezes. Brown repetiria esta fórmula de letra em "Mashed Potatoes U.S.A." e diversas outras canções. Ele também toca bateria nesta gravação.  Originalmente apareceu como faixa do álbuum James Brown Presents His Band and Five Other Great Artists, e ganhou um single em 1962 se tornando um sucesso, alcançando o número 5 da parada R&B e número 35 da parada Pop.
Uma versão ao vivo da canção fecha o álbum de Brown de 1963 Live at the Apollo. Brown também canta "Night Train" junto com os The Famous Flames: (Bobby Byrd, Bobby Bennett e Lloyd Stallworth) no filme de 1964 The T.A.M.I. Show.
A banda de apoio de Brown, os The J.B.'s mais tarde incorporariam a linha principal de saxofone de "Night Train" na faixa instrumental "All Aboard The Soul Funky Train", lançada no álbum de 1975 Hustle with Speed.

## Gravações notáveis
"Night Train" tem sido regravada por inúmeros intérpretes durante os anos:
- A versão original de Jimmy Forrest de "Night Train" foi número 1 da parada R&B em 1952. Forrest mais tarde gravou uma versão com toques latinos  chamada  "Night Train Mambo".
- Rusty Bryant também teve sucesso com sua versão em 1952 com "All Nite Long", uma versão mais lenta gravada ao vivo que incorporava o riff e tinha o refrão de "All Night Long" de Joe Houston.
- Uma versão big band foi gravada por Buddy Morrow and His Orchestra atingindo o número 27 das paradas, também em 952. Esta versão apresenta o próprio Morrow tocando trombone em um clássico solo.
- Louis Prima lançou uma versão em seu álbum The Wildest!, lançado em 1957. Apresenta Sam Butera no saxofone e começa com um segmento de "See See Rider".
- Chet Atkins apresentou "Night Train" como guitarrista na versão instrumental no álbum Teensville de 1960.
- O grupo de rock and roll instrumental The Viscounts gravou a música por duas vezes, uma em 1960 e novamente em 1966 em uma versão onde eles usam seus instrumentos para imitar o som de um trem.
- O pianista de jazz, Oscar Peterson, gravou "Night Train" com seu trio em 1962 para o álbum Night Train.
- Bill Doggett, famoso por sua faixa instrumental "Honky Tonk", lançou uma versão de "Night Train" em 1964 como single em duas partes.
- Paul Revere and the Raiders lançaram uma versão em 1963 no Lado-B de seu single "Louie Louie" pela Sande Records. Em 1966, eles incluíram a canção em seu álbum lançado pela Columbia Records, "Just Like Us".
- The Kingsmen lançou uma versão no álbum de 1964 The Kingsmen In Person.
- A canção fez parte do repertório do grupo britânico de rhythm and blues Georgie Fame and The Blue Flames durante suas apresentações no lendário clube The Flamingo Club no bairro do Soho em Londres no começo dos anos 1960 (com Fame imitando a lista de estações de trem citadas por James Brown). Está presente no primeiro álbum de Fame de 1964, o álbum ao vivo Rhythm and Blues at the Flamingo. Esteve novamente entre as faixas do álbum de 1998 The Very Best of Georgie Fame and the Blue Flames.
- Em 1965 Harry James lançou uma versão em seu álbum Harry James Plays Green Onions & Other Great Hits (Dot DLP 3634 and 25634)
- O World Saxophone Quartet gravou uma versão em seu álbum Rhythm and Blues (1989).
- A banda de ska The Toasters gravaram uma cover da canção no álbum de 1992 New York Fever
- Kadoc lançou uma versão dance/electronic de nome "The Nighttrain" com samples da gravação de James Brown.
- O Public Enemy também gravou uma versão de "Night Train" usando samples da versão de James Brown.
- O saxofonista Lou Donaldson gravou uma versão para seu álbum de 1995 Caracas
- O grupo Reverend Organdrum (apresentando Jim "The Reverend Horton Heat" Heath) apresenta "Night Train" em seu álbum de 2008 Hi-Fi Stereo.
- Wes Montgomery & Jimmy Smith incluíram uma versão da faixa no álbum de 1966 Jimmy & Wes: The Dynamic Duo.
- A cantora Fergie interpola partes da canção em sua faixa de 2006 "Fergalicious".

## Aparições em filmes
- O próprio Forrest apresenta uma versão estendida de "Night Train" com a Count Basie Orchestra no filme de 1979 Last of the Blue Devils.
- "Night Train" é tocada pela banda "Marvin Berry and The Starlighters" na cena de dança no colégio em De Volta Para o Futuro. É ouvida na sequência  De Volta Para o Futuro 2.
- "Night Train", de James Brown, é tocada na cena da briga no bar em Rush Hour.
- "Night Train" é tocada durante a cena no clube no fim de Raging Bull.
- "Night Train" é apresentada na trilha-sonora do filme Quadrophenia (1979).
- "Night Train" é tocada no início de Star Trek: Deep Space Nine no episódio "Badda-Bing Badda-Bang".
- "Night Train", de James Brown, também está presente na trilha-sonora do filme de Tom Hanks Apollo 13.
- "Night Train" é tocada por Bob Crane (baterista) e outras bandas em Auto Focus.
- "Night Train" é tocada em Happy Days no episódio "The Skin Game".
- "Night Train" é tocada por volta do quarto minuto de Mr. Robot na temporada 2, episódio 11, chamado  "eps2.9_pyth0n-pt1.p7z"[7]

## Outras aparições
- "Night Train" tem um papel importante no conto de Roddy Doyle, The Commitments.
- O conto de Martin Amis de 1997 Night Train é batizada com o nome da canção.
- Diana Krall apresenta uma versão em Spectacle com Elvis Costello, entrevista por Elton John no YouTube.
- A canção serve de tema abertura e encerramento do programa de rádio semanal Night Train apresentado por Ted Grossman na estação WLRN-FM de Miami, Flórida, desde 1977.[8]